# Taaienberg
Le Taaienberg est un mont des Ardennes flamandes situé à Etikhove sur la commune de Markedal dans la province belge de Flandre-Orientale.

## Cyclisme
Le Taaienberg est surtout connu pour son ascension lors des classiques flandriennes et plus particulièrement lors du Tour des Flandres. C'est une côte pavée de 800 mètres de longueur d'abord très pentue avec un passage à 18 % puis un faux plat.
C'est un mont traditionnel du Tour des Flandres, où il est apparu en 1974 sans en disparaitre, hormis lors de l'édition de 1993 où des travaux de réhabilitation des pavés ont été mis en œuvre. En 2014, les coureurs l'emprunteront donc pour la 40e fois. Cette année, il sera emprunté comme 14e montée, entre le Steenbeekdries et le Kruisberg (Oudestraat). Cette ascension est située à 36 kilomètres de l'arrivée.
Le Taaienberg apparait aussi régulièrement au programme d'autres semi-classiques belges comme le Omloop Het Nieuwsblad (anciennement Het Volk) ou le Grand Prix E3. Pour la première fois en 2014, la semi-classique Dwars door Vlaanderen empruntera également ce mont.
Le coureur belge Tom Boonen a déclaré que le Taaienberg était son mont préféré car il aimait y tester la concurrence.

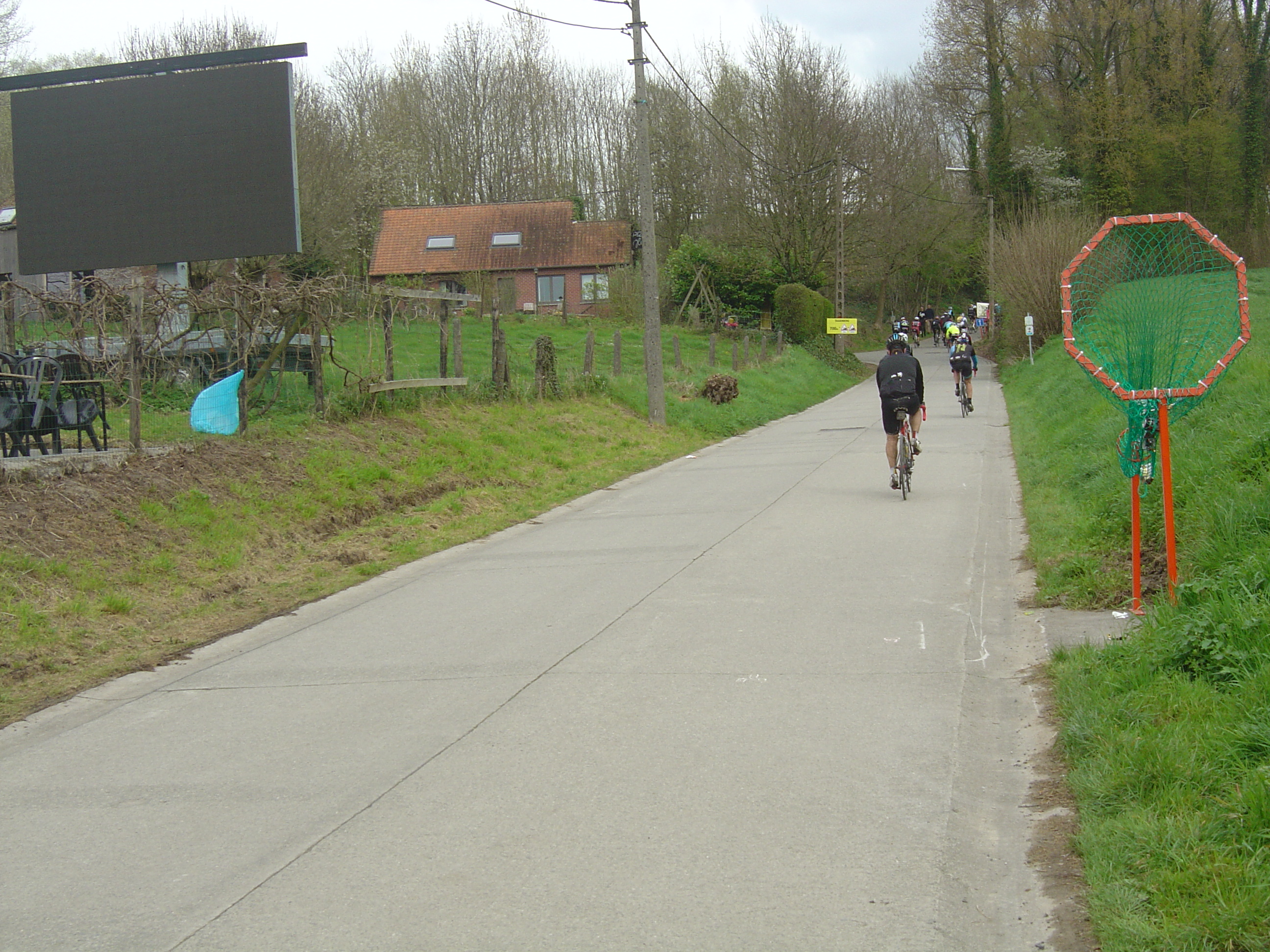
Début de l’ascension lors du Tour des Flandres cyclo 2017, juste avant la longue section pavée.
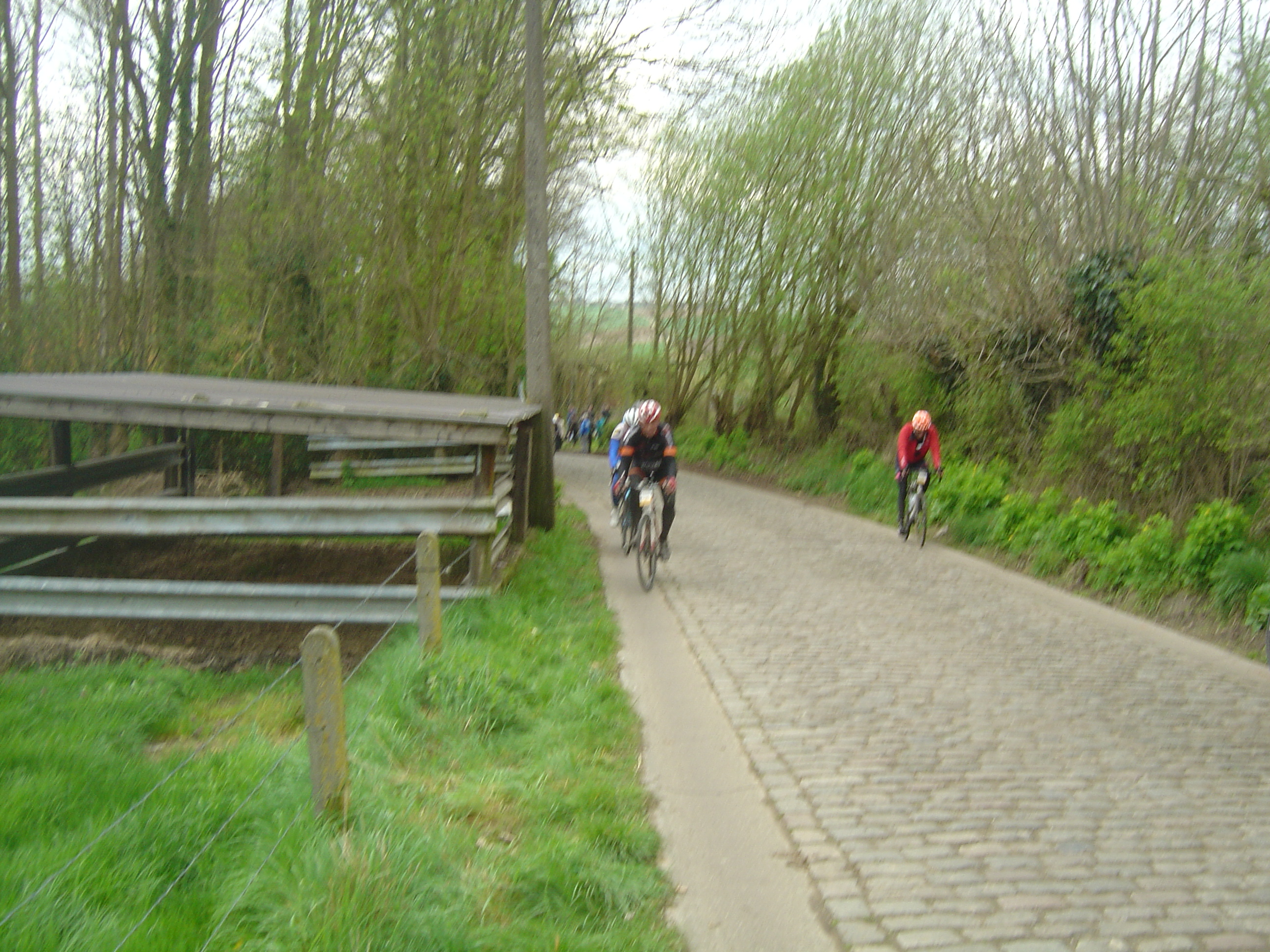
Ascension du Taaienberg lors du Tour des Flandres cyclo 2017, juste avant la portion de faux-plat montant.